# Ocnogyna albescens
Ocnogyna albescens là một loài bướm đêm thuộc phân họ Arctiinae, họ Erebidae.